# Баффи — истребительница вампиров (сезон 6)
Шестой сезон американского телесериала «Баффи — истребительница вампиров» вышел в эфир 2 октября 2001 года и завершился 22-м эпизодом 21 мая 2002 года. 

## Сюжет
Друзья Баффи тяжело переживают смерть Истребительницы. Они почти не могут справиться с нахлынувшим потоком демонов и вампиров. Тогда они решают воскресить подругу. Но ожившая Баффи не кажется по-настоящему счастливой. Поначалу она говорит друзьям, что рада, что её вытащили из Ада, но вскоре правда о том, что друзья вернули Истребительницу из Рая, открывается. Дон становится клептоманкой, а Уиллоу не может справиться со своей зависимостью от магии. Она не поддается на просьбы Тары быть поосторожнее с магией, меньше её использовать. Но вместо этого Уиллоу пытается заклинанием заставить Тару забыть об этом, а Баффи - о рае, но она напортачила с заклинанием. Тогда Тара вынуждена бросить свою любимую девушку. Уиллоу очень сложно, но она берет себя в руки и держится какое-то время.
Ксандер, собиравшийся жениться на Ане, меняет своё решение в день свадьбы, внезапно осознав, что он не сможет сделать свою возлюбленную счастливой. На Баффи же сваливается множество бытовых проблем, и она «забывается» в объятиях Спайка…
А тут ещё в город приезжают три бывших неудачника, а ныне суперзлодеи, как они сами себя называют. И один из них стреляет в Баффи, но попадает в Тару, и Уиллоу убивает его, а затем хочет уничтожить весь мир. Её останавливает Ксандер, а Баффи наконец решает все свои проблемы с Дон, она поняла, что ошибалась, запрещая Дон быть в курсе всех её дел. После попытки Спайка изнасиловать Баффи он понимает, что не достоин её, и уезжает для того, чтобы стать прежним. После смертельных испытаний ему всё же возвращают душу.

## В ролях

### Основной состав
- Сара Мишель Геллар — Баффи Саммерс
- Николас Брендон — Ксандер Харрис
- Элисон Ханниган —  Уиллоу Розенберг
- Джеймс Марстерс — Спайк
- Мишель Трахтенберг — Дон Саммерс
- Эмма Коулфилд — Аня
- Эмбер Бенсон — Тара Маклей

### Приглашённые звёзды
- Энтони Стюарт Хэд — Руперт Джайлз
- Том Ленк — Эндрю Уэллс
- Дэнни Стронг — Джонатан Левинсон
- Адам Буш — Уоррен Мирс
- Элизабет Энн Аллен — Эми Мэдисон
- Марк Блукас — Райли Финн (гостевой эпизод)
- Дин Батлер — Хэнк Саммерс (гостевой эпизод)
- Кристин Сазерленд — Джойс Саммерс (гостевой эпизод)

## Эпизоды
| № общий | № в сезоне | Название                                          | Режиссёр          | Автор сценария                | Дата премьеры   | Произв. код | Зрители в США (млн) |
| --- | ---------- | ------------------------------------------------- | ----------------- | ----------------------------- | --------------- | ----------- | ------------------- |
| 101 | 1          | «Сделка (Часть 1)» «Bargaining (Part 1)»          | Дэвид Гроссман    | Марти Ноксон                  | 2 октября 2001  | 6ABB01      | 7.7                 |
| Друзья Баффи продолжают охотиться на вампиров под руководством Уиллоу, которая превратилась в могущественную ведьму, её силы растут с каждым днём. Они решают воскресить Баффи, для этого друзья разыскивают старинный артефакт - урну, необходимую для проведения ритуала. Ночью они собираются на кладбище у могилы Баффи, а в это время в городе появляется банда демонов-байкеров. Робот, копия Баффи, сделанный для Спайка, а теперь создающий иллюзию присутствия в Саннидейле истребительницы, приводит демонов прямо на кладбище. Но Уиллоу всё же успевает закончить обряд и Баффи просыпается в могиле. |            |                                                   |                   |                               |                 |             |                     |
| 102 | 2          | «Сделка (Часть 2)» «Bargaining (Part 2)»          | Дэвид Гроссман    | Дэвид Фьюри                   | 2 октября 2001  | 6ABB02      | 7.7                 |
| Баффи выбирается из могилы, и не понимая, что происходит, вновь отправляется на то место, где она пожертвовала собой ради спасения своей сестры Дон и всего мира. Она уже готова броситься вниз с башни, но тут её находит Дон и отводит домой. Общими усилиями удаётся прогнать демонов из города. |            |                                                   |                   |                               |                 |             |                     |
| 103 | 3          | «Жизнь после смерти» «After Life»                 | Дэвид Соломон     | Джейн Эспенсон                | 9 октября 2001  | 6ABB03      | 5.6                 |
| Вместе с Баффи в наш мир проникло ещё что-то. Это бестелесный демон, единственный способ выжить для него и остаться здесь - это убить Баффи. Уиллоу с помощью магии наделяет демона плотью, чтоб истребительница смогла его побороть. |            |                                                   |                   |                               |                 |             |                     |
| 104 | 4          | «Затопленные» «Flooded»                           | Дуглас Петри      | Дуглас Петри и Джейн Эспенсон | 16 октября 2001 | 6ABB04      | 6.0                 |
| На Баффи взваливается бремя домашних забот, когда она узнаёт о множестве неоплаченных счетов, накопившихся за время её отсутствия. Кроме всего прочего, полностью затоплен подвал дома Саммерсов, и это вынуждает Баффи обратиться в банк за кредитом. Но вместо получения денег Истребительнице приходится сразиться со злобным демоном, нанятым для того, чтобы отвлечь внимание от грабителей, проникнувших в банк. В городе появляется новая "грозная сила" - Суперзлодеи в лице гениального инженера Уоррена и двух неудачников Эндрю и Джонатана, которые намереваются захватить власть над Саннидэйлом. Баффи ожидает тёплая встреча с Джайлзом, в то время как разъярённый демон отправляется в дом семьи Саммерс с твёрдым намерением убить Истребительницу. |            |                                                   |                   |                               |                 |             |                     |
| 105 | 5          | «Жизнь по расписанию» «Life Serial»               | Ник Марк          | Дэвид Фьюри и Джейн Эспенсон  | 23 октября 2001 | 6ABB05      | 5.7                 |
| Баффи решает начать обустраивать свою жизнь. Она собирается вновь посещать занятия в университете вместе с Уиллоу и Тарой, а также найти себе работу. Уоррен, Джонатан и Эндрю заканчивают подготовку своего передвижного фургона, который оборудован по последнему слову техники. Взяв пример с настоящих злодеев, заговорщики решают изучить все слабости Истребительницы вампиров, чтобы в будущем быть готовыми противостоять её. Разработав ряд хитроумных тестов, Суперзлодеи создают для ничего не подозревающей Баффи ряд последовательных ситуаций, которые должны выявить предел её возможностей. Однако вскоре Истребительница начинает подозревать, что кто-то намеренно вмешивается в её жизнь. Но несмотря на то, что это вмешательство мешает ей в поисках работы, Баффи получает неожиданный подарок от Джайлза — чек на оплату всех счетов. |            |                                                   |                   |                               |                 |             |                     |
| 106 | 6          | «До самого конца» «All the Way»                   | Дэвид Соломон     | Стивен С. ДеНайт              | 30 октября 2001 | 6ABB06      | 5.2                 |
| После утомительного дня распродажи в "Магической шкатулке" Ксандер наконец объявляет своим друзьям о том, что он собирается жениться на Ане. Обрадованные радостным известием, Баффи и все остальные организуют вечеринку в честь этого события. Тара замечает, что Уиллоу предпочитает в некоторых случаях использовать магию, нежели справляться своими собственными силами. Хэллоуин - это день, когда вампиры предпочитают не выходить на охоту, поэтому Баффи довольно быстро поддается уговорам младшей сестры и отпускает её на ночь к школьной подруге Дженис. Но она и не подозревает, что Дон вместе с Дженис отправится на прогулку по ночному городу вместе с двумя юношами, которые на самом деле оказываются вампирами. И когда выясняется, что городе появились очередные жертвы, а Дон с подругой одни гуляют по городу, Баффи приходится сделать всё возможное, чтобы спасти свою легкомысленную сестру от вампирских клыков. |            |                                                   |                   |                               |                 |             |                     |
| 107 | 7          | «Ещё раз, и с чувством» «Once More, with Feeling» | Джосс Уидон       | Джосс Уидон                   | 6 ноября 2001   | 6ABB07      | 5.4                 |
| Дон, сама того не зная, вызывает демона, который накладывает заклятие на всех жителей Саннидейла и теперь вместо того, чтоб разговаривать, они поют, а сама Дон должна стать его женой. В песне Баффи рассказывает друзьям, что они вернули её не из ада, а вытащили из рая. |            |                                                   |                   |                               |                 |             |                     |
| 108 | 8          | «С чистого листа» «Tabula Rasa»                   | Дэвид Гроссман    | Ребекка Ренд Киршнер          | 13 ноября 2001  | 6ABB08      | 5.4                 |
| Спайк пытается добиться ясности в отношениях с Баффи после их недавнего поцелуя, однако, вместо этого ему приходится скрываться от демона, который требует возвращения своего долга. Джайлз сообщает всем, что он собирается вернуться в Лондон, и Баффи понимает, что с этого момента она должна учиться справляться с жизненными трудностями, не рассчитывая на чью-либо помощь. Несмотря на угрозу разрыва отношений со своей девушкой, Уиллоу все же решается сотворить ещё одно заклятье. Чувствуя себя виноватой в том, что Баффи оказалась вырвана из своей счастливой жизни на небесах, колдунья собирается избавить Истребительницу от тяжких воспоминаний о "поднебесной жизни". Однако заклятье начинает действовать с искажениями, в результате чего не только Баффи, но и её друзья полностью теряют память. |            |                                                   |                   |                               |                 |             |                     |
| 109 | 9          | «Неисправность» «Smashed»                         | Тури Майер        | Дрю З. Гринберг               | 20 ноября 2001  | 6ABB09      | 5.4                 |
| Пытаясь скрасить своё одиночество после разрыва с Тарой, Уиллоу находит способ возвратить человеческий облик молодой колдунье Эми Мэдисон. Уоррен, Эндрю и Джонатан совершают дерзкое ограбление городского музея и похищают большой бриллиант, необходимый для их дальнейших планов. Тем временем Спайк обнаруживает, что его нейрочип не реагирует на Баффи. После неудавшейся попытки убить человека, ничего не понимающий вампир обращается за помощью к своему "знакомому гению" - Уоррену. Однако вскоре становится понятно, что чип работает нормально. В то время как Уиллоу и Эми отправляются в "Бронзу" в поисках развлечений, а Ксандер и Аня безуспешно пытаются определить похитителей бриллианта, Спайк находит Баффи для того, чтобы рассказать ей о неисправности в своём чипе. Истребительница не желает верить в то, что после воскрешения она вернулась другой, однако, схватка, в которой Спайк беспрепятственно наносит ей удар за ударом является тому подтверждением. В чём же заключается "неисправность" самой Баффи? Ответ может стать известным лишь после схватки Истребительницы с вампиром, возвратившим себе прежнюю силу. Но и финал этой схватки оказывается непредсказуемым. |            |                                                   |                   |                               |                 |             |                     |
| 110 | 10         | «Провал» «Wrecked»                                | Дэвид Соломон     | Марти Ноксон                  | 27 ноября 2001  | 6ABB10      | 5.6                 |
| Эми знакомит Уиллоу с колдуном по имени Рэк, который обладает способностью погружать человека в мир прекрасных и почти реальных иллюзий. В то время как Баффи пытается понять природу своих запутанных и неоднозначных отношений со Спайком, её лучшая подруга с наслаждением погружается в иллюзорный мир, не подозревая о грядущих последствиях. После пребывания Уиллоу в мире фантазий из мнимой реальности появляется демон-убийца, от которого Уиллоу не может защитить Дон. Лишь после этого молодая колдунья начинает понимать, что все её попытки в одиночку справиться с зависимостью от магии потерпели сокрушительный провал. Уиллоу просит помощи у Баффи, которая испытывает похожие чувства. |            |                                                   |                   |                               |                 |             |                     |
| 111 | 11         | «Исчезнувшая» «Gone»                              | Дэвид Фьюри       | Дэвид Фьюри                   | 8 января 2002   | 6ABB11      | 5.2                 |
| Уоррен заканчивает своё очередное изобретение - "пушку невидимости", которая способна делать невидимыми любые предметы. Баффи старается помочь Уиллоу, решительно стремящуюся избавиться от магической зависимости, но вскоре Истребительницу начинает волновать другая проблема. Сотрудница социальной службы твёрдо намерена лишить Баффи прав опекунства над Дон, считая, что она не справляется со своими родительскими обязанностями. По стечению обстоятельств Баффи становится невидимкой, когда в неё случайно попадает луч из устройства Уоррена. Узнав о том, что случилось с её подругой, Уиллоу начинает собственное расследование, стараясь не использовать магию. Тем временем Истребительница-невидимка отправляется в социальную службу, чтобы исправить ситуацию с опекунством. Довольная своим нынешним состоянием, Баффи не знает о том, что Ксандер всеми силами пытается найти и предупредить её об опасности. Получив большую дозу радиации, организм Истребительницы начинает незаметно разрушаться. И если Баффи снова не станет видимой, она обречена на гибель. |            |                                                   |                   |                               |                 |             |                     |
| 112 | 12         | «Рай для гурманов» «Doublemeat Palace»            | Ник Марк          | Джейн Эспенсон                | 29 января 2002  | 6ABB12      | 5.6                 |
| После долгих и безуспешных поисков Баффи удаётся найти работу в закусочной "Рай для гурманов". Вскоре она замечает, что в этом заведении всё очень необычно - странный управляющий, странные сотрудники, странные исчезновения и таинственный "секретный ингредиент" фирменного гамбургера. В городе появляется первая гостья, приглашённая на свадьбу Ани и Ксандера - это Демон Мести Хальфрек, бывшая коллега Ани. Уиллоу делает успехи в избавлении от магии, но её усилия могут стать напрасными из-за Эми, которая имеет своё мнение по поводу происходящих с Уиллоу перемен. После определенных событий Баффи начинает догадываться об истинном составе "секретного ингредиента" и просит Уиллоу провести анализ гамбургера из закусочной. Подозревая, что за всем стоит управляющий, Баффи отправляется на разведку. И вскоре она узнаёт, что происходит в "Рае для гурманов" на самом деле. |            |                                                   |                   |                               |                 |             |                     |
| 113 | 13         | «Мёртвые вещи» «Dead Things»                      | Джеймс А. Контнер | Стивен С. ДеНайт              | 5 февраля 2002  | 6ABB13      | 5.6                 |
| Суперзлодеи находят для себя новое логово и создают новый магический прибор, способный подавить волю любой девушки. Для испытания Уоррен выбирает свою бывшую подружку Катрину, которая на короткий период времени становится послушной рабыней Суперзлодеев. Однако всё начинает идти не по плану, когда Катрина неожиданно приходит в себя. Уоррен случайно убивает девушку и при помощи Джонатана и Эндрю решает свалить всю вину на Истребительницу. Тем временем Баффи по-прежнему испытывает влечение к Спайку, но одновременно с этим она просит Тару выяснить причины, по которым нейрочип вампира не распознаёт в ней человека. Вскоре Истребительница попадает в водоворот мистической атаки Суперзлодеев, заставляющих её думать, что именно она виновна в смерти Катрины. Несмотря на протесты Спайка, шокированная Баффи собирается пойти в полицию и признаться в убийстве, которого она не совершала. Но ещё больше её ошеломляет тот факт, что она по-прежнему является человеком, и поэтому теперь Баффи необходимо чётко определить характер своих взаимоотношений со Спайком. |            |                                                   |                   |                               |                 |             |                     |
| 114 | 14         | «Взросление» «Older and Far Away»                 | Майкл Гершман     | Дрю З. Гринберг               | 12 февраля 2002 | 6ABB14      | 5.0                 |
| Баффи празднует свой день рождения, но что-то, как всегда, идет не так. Дон чувствует себя брошенной и загадывает желание, которое исполняет демон мести, Хальфрек. Теперь все друзья застряли в доме Саммерс, а из меча, найденного Баффи во время патрулирования, появляется злобный демон. |            |                                                   |                   |                               |                 |             |                     |
| 115 | 15         | «Как твои дела?» «As You Were»                    | Дуглас Петри      | Дуглас Петри                  | 26 февраля 2002 | 6ABB15      | 4.7                 |
| Для Баффи становится полной неожиданностью появление Райли Финна - своего бывшего возлюбленного, который в данный момент преследует опасного демона. Демон очень силён, очень агрессивен и обладает способностью к быстрому размножению. Опасаясь, что подобные твари могут быть использованы в будущем как идеальные убийцы, Райли заручается поддержкой Истребительницы в поимке демона. Однако после уничтожения чудовища выясняется, что он успел отложить гнездо и некий Доктор собирается продать потомство демона на "чёрном рынке". В то время как Райли занимается поисками продавца, смущённой Баффи предстоит познакомиться с его очаровательной женой Сэм, выслеживавшей демона вместе с мужем. На фоне счастливых отношений Райли и Сэм, которые дают советы по подготовке свадьбы Ксадеру и Ане, Истребительница с горечью понимает несовершенство своих отношений со Спайком. Ситуация ещё более осложняется, когда Райли начинает подозревать, что именно Спайк является таинственным Доктором. |            |                                                   |                   |                               |                 |             |                     |
| 116 | 16         | «Дьявольские колокола» «Hell's Bells»             | Дэвид Соломон     | Ребекка Ренд Киршнер          | 5 марта 2002    | 6ABB16      | 5.6                 |
| Свадьба Ани и Ксандра. К Ксандру приходит старик и говорит, что он - Ксандр из будущего и пришел предотвратить ужасные вещи. Он показывает Ксандру его будущее и тот в ужасе сбегает. Его удается вернуть, но демон уже посеял семя сомнения в его душе. |            |                                                   |                   |                               |                 |             |                     |
| 117 | 17         | «И снова всё в порядке» «Normal Again»            | Рик Розенталь     | Диего Гутиерес                | 12 марта 2002   | 6ABB17      | 5.0                 |
| "Тройка" снова пытаются навредить Баффи - в этот раз призвав демона, чей яд вызывает галлюцинации. Ему удается поранить Баффи и она не может разобрать, какой мир реален - тот, где её родители вместе, нет друзей и вампиров, а она - в психлечебнице, или же Саннидейл. Едва не убив своих друзей, Баффи все же справляется с собой. |            |                                                   |                   |                               |                 |             |                     |
| 118 | 18         | «Энтропия» «Entropy»                              | Джеймс А. Контнер | Дрю З. Гринберг               | 30 апреля 2002  | 6ABB18      | 4.5                 |
| Аня возвращается в город демоном мести и пытается проклясть Ксандра, у неё ничего не выходит. Хальфрек советует ей найти того, кто ненавидит Ксана и сможет пожелать ему несчастий. Этим кем-то оказывается Спайк, которого в очередной раз отшила Баффи. Аня и Спайк занимаются сексом, Баффи, Ксандер и Уиллоу видят это через камеры, по которым за ними следят Уоррен и его сообщники. Тара и Уиллоу мирятся. |            |                                                   |                   |                               |                 |             |                     |
| 119 | 19         | «Видя всё в красном свете» «Seeing Red»           | Майкл Гершман     | Стивен С. ДеНайт              | 7 мая 2002      | 6ABB19      | 4.1                 |
| Троица злодеев-неудачников завладевает сферами тезулы, делающими человека неуязвимым, и дающими огромную силу. Их главарь Уоррен, не желает делиться силой, это не нравится Джонатану, который предаёт его и подсказывает Баффи, как его обезвредить. Разъярённый Уоррен приходит к Баффи домой и стреляет в неё из пистолета. Шальная пуля убивает Тару и Уиллоу теряет над собой контроль. |            |                                                   |                   |                               |                 |             |                     |
| 120 | 20         | «Злодеи» «Villains»                               | Дэвид Соломон     | Марти Ноксон                  | 14 мая 2002     | 6ABB20      | 5.0                 |
| Убитая горем Уиллоу пытается воскресить погибшую Тару, но не в силах этого сделать. Одержимая жаждой мести, она приходит в "Шкатулку" и впитывает в себя знания темных искусств из книг, и начинает охотиться на убийцу своей возлюбленной. Баффи вместе с друзьями пытаются остановить её, но не в силах этого сделать. Уиллоу находит Уоррена и сдирает с него кожу живьём. |            |                                                   |                   |                               |                 |             |                     |
| 121 | 21         | «Оставшиеся двое (Часть 1)» «Two to Go (Part 1)»  | Билл Л. Нортон    | Дуглас Петри                  | 21 мая 2002     | 6ABB21      | 5.3                 |
| Уиллоу желает убить Эндрю и Джонатана — сообщников Уоррена, которые находятся в тюрьме. Баффи с друзьями успевают спасти их и увезти на краденной полицейской машине, Уиллоу преследует их, на крыше грузовика, которым она управляет с помощью магии, но у неё заканчиваются силы. Уиллоу направляется к знакомому волшебнику Рэку и высасывает из него все силы. Там, в его логове, её находят Дон и Баффи. Она даёт им понять, что убьёт каждого, кто станет на её пути после чего, телепортирует их всех в магическую лавку, в которой прятались Эндрю и Джонатан. Аня читает заклятие, которое не даёт Уиллоу использовать магию, и тогда она вступает в схватку с Баффи. Кажется, что уже ничто не может остановить её, но тут появляется Джайлз, который теперь тоже обладает сильной магией. |            |                                                   |                   |                               |                 |             |                     |
| 122 | 22         | «Могила (Часть 2)» «Grave (Part 2)»               | Джеймс А. Контнер | Дэвид Фьюри                   | 21 мая 2002     | 6ABB22      | 5.3                 |
| Джайлз, которого ковен ведьм наделил своей силой, на некоторое время усмиряет Уиллоу, но та, заставив Аню помочь себе, освобождается и вступает с ним в ожесточенный бой. Одолев Джайлза она отбирает у него всю силу, и становится самой могущественной ведьмой на Земле. Теперь боль Уиллоу может прекратить только уничтожение всего мира. Она отрывает из глубин земли старинный сатанинский храм, на крыше которого находится статуя, с помощью которого она собирается уничтожить мир. Баффи и Дон в это время оказываются заключёнными в яме, окружённые живыми мертвецами. Уиллоу останавливает Ксандер, который разговаривает с ней и пробуждает в ней ту частицу добра, которую Уиллоу впитала вместе с силой, отобранной у Джайлза. Тем временем, проявив свой упорный характер, Спайк справляется со всеми испытаниями и требует возвратить его прежнюю сущность, чтобы Баффи получила то, чего она заслуживает. И демон выполняет своё обещание. |            |                                                   |                   |                               |                 |             |                     |